# Vadoma
Vadoma (cũng còn gọi là Wadoma hay Madumo) là một bộ tộc sống ở phía tây của Zimbabwe, nhiều nhất là ở các huyện Urungwe và Sipolilo trên thung lũng sông Zambezi. Điều đặc biệt là mỗi bàn chân của họ chỉ có 2 ngón giống như càng tôm hùm, không có ba ngón giữa, nhờ thế họ leo cây khá dễ dàng.
Theo các nhà khoa học, đây là hiện tượng đột biến nhiễm sắc thể số 7. Hiện tượng đột biến này đã diễn ra có thể từ hàng trăm, hàng ngàn năm trước. Với đôi chân kỳ lạ, trông giống chiếc càng tôm hùm, nên họ được gọi là người Tôm Hùm hay là người Đà Điểu, vì đôi chân và cách đi lại của họ khá giống đà điểu.
Người Doma nói cả hai thứ tiếng Bồ Đào Nha và KoreKore, ngôn ngữ của bộ tộc Mkorekore
Bộ tộc Doma có cuộc sống hoang dã, họ sống chủ yếu bằng săn bắn, hái lượm.